# ケート

ケートの区分図

ケート（Khet, タイ語: เขต）はタイのバンコクの行政単位の一つ、首都府（バンコク都）の下位、クウェーンの上位。日本の東京都の「区」に相当する。
地方自治の観点では、都知事の任命する区長と、選挙で選ばれた区議会が存在する。